# Śmigła przeciwbieżne

Śmigła przeciwbieżne, przeciwbieżne współosiowe śmigła – system napędzania samolotu, w którym dwa śmigła ustawione szeregowo obracają się w przeciwnych kierunkach. Takie ustawienie śmigieł likwiduje zawirowania powietrza, zwiększając wydajność napędu. Słabą cechą takiego rozwiązania w porównaniu z tradycyjnym układem, składającym się z jednego śmigła, jest znaczna komplikacja konstrukcji układu napędowego.
Analogiczny układ jest także używany w przypadku śrub okrętowych i wirników śmigłowców. W przypadku śmigłowców dodatkową zaletą jest zlikwidowanie momentu obrotowego wirnika nośnego. Dzięki temu śmigło ogonowe, które spowalnia pojazd, przestaje być niezbędne.